# James P. Coleman
James Plemon Coleman, född 9 januari 1914 i  Ackerman, Mississippi, död 28 september 1991 i Ackerman, Mississippi, var en amerikansk demokratisk politiker. Han var Mississippis guvernör 1956–1960.
Coleman studerade vid University of Mississippi och George Washington University. Han tjänstgjorde som domare 1946–1950 och därefter fram till år 1956 som Mississippis justitieminister.
Coleman efterträdde 1956 Hugh L. White som Mississippis guvernör och efterträddes 1960 av Ross Barnett. År 1965 blev han utnämnd till en federal appellationsdomstol där han var chefsdomare 1979–1981. År 1984 pensionerades han från domstolen. Coleman avled år 1991 och gravsattes i Ackerman.